# Jakobsweg Innviertel
Der Jakobsweg Innviertel ist ein rund 140 Kilometer langer, seit 2009 beschilderter Abschnitt des österreichischen Jakobswegenetzes, bildet die Fortsetzung des Jakobswegs Oberes Mühlviertel und verbindet die beiden Bischofsstädte Passau und Salzburg.
Der Pilgerweg beginnt in Deutschland in der Stadt Passau und führt durch das Innviertel in Oberösterreich sowie durch den Flachgau im Bundesland Salzburg, bevor er bei Eugendorf in den Salzburger Abschnitt des Jakobswegs Österreich einmündet und über Maria Plain Salzburg erreicht.
Die Route verläuft teilweise auf historischen Wegen, überquert den Kobernaußerwald und führt in Oberösterreich an den Jakobskirchen in Roßbach, Höhnhart, Schalchen sowie Lengau und in Salzburg an der Jakobskirche in Obertrum vorbei.
Der Jakobsweg Innviertel ist Teil einer über Salzburg bis nach Wörgl in Tirol führende Alternativroute zu dem durch Ost- und Südostbayern ebenfalls bis Wörgl führenden Jakobsweg Böhmen–Bayern–Tirol. Auf weiten Strecken ist der Weg ident mit der Via Nova. Die entlang des Weges liegende spätbarocke Jakobskirche in Schalchen bei Mattighofen zählt mit 24 Fresken aus dem Leben des heiligen Jakobus zu den schönsten Jakobskirchen Österreichs.

## Beschreibung
Der Innviertler Jakobsweg führt zunächst in Bayern im Landkreis Passau gemeinsam mit dem Jakobsweg Böhmen–Bayern–Tirol von der Stadt Passau Richtung Süden entlang des linken Innufers über Neuburg am Inn und Vornbach nach Neuhaus am Inn, wo der Jakobsweg Innviertel den Inn über die alte Innbrücke nach Schärding im Bezirk Schärding in Oberösterreich überquert.
Entlang des rechten Innufers werden weiter in südlicher Richtung weitere Orte des Bezirkes Schärding, St. Florian, Suben und St. Marienkirchen durchwandert. Die nächsten Orte entlang des Pilgerweges, Antiesenhofen, Reichersberg, Obernberg am Inn und Kirchdorf am Inn und Mühlheim am Inn gehören bereits zum Bezirk Ried im Innkreis.
Nach dem Verlassen des Inntales wird auf dem weiteren Verlauf des Pilgerweges bald der Bezirk Braunau am Inn erreicht, wo gleich vier Jakobskirchen besucht werden können. Der ausgeschilderte Weg verläuft durch Altheim, Roßbach, Höhnhart, Maria Schmolln, Schalchen, Mattighofen, Munderfing, Lengau und Lochen am See.
Im Bundesland Salzburg im Flachgau im Bezirk Salzburg-Umgebung führt der Jakobsweg Innviertel über Obertrum und Seekirchen nach Eugendorf, wo er in den Salzburger Abschnitt des Jakobswegs Österreich einmündet und über Hallwang und Maria Plain in die Stadt Salzburg gelangt.

## Projekt
Der Jakobsweg ist ein Projekt im Rahmen des 2008 gegründeten Vereins zur Förderungen der Jakobswege in Österreich. Als Projektpartner wirkten insbesondere Tourismusorganisationen mit, u. a. die Erlebnisregion Schärding, Passauer Land, S´Innviertel, Tourismusverband Lochen, Tourismus Mattighofen und Tourismusverband Munderfing am Kobernaußerwald.